# Giro d’Italia 2023/13. Etappe
Die 13. Etappe des Giro d’Italia 2023 fand am 19. Mai 2023 statt und führte die 106. Austragung des italienischen Etappenrennens in die Schweiz. Die 74,6 Kilometer lange Strecke, die in Borgofranco d’Ivrea gestartet wurde, führte über den Croix de Coeur, ehe sie mit einer Bergankunft in Crans-Montana auf einer Höhe von 1456 Metern endete. Nach der Etappe hatten die Fahrer insgesamt 2195,6 Kilometer zurückgelegt haben, was 63,2 % der Gesamtdistanz entsprach. Die Organisatoren der Rundfahrt bewerteten die Schwierigkeit der Etappe mit fünf von fünf Sternen.
Ursprünglich hätte die Etappe über die Passhöhe des Grossen St. Bernhard führen sollen, die mit einer Höhe von 2469 Meter das „Dach der Rundfahrt“ gebildet hätte. Aufgrund der starken Schneefälle in den Tagen zuvor musste die Strecke jedoch aufgrund der Lawinengefahr kurzfristig verändert werden. Kurz vor dem Start wurde der offizielle Start des Rennens nach Le Châble am Fuße des Croix de Coeur verschoben.

## Streckenverlauf
Der neutralisierte Start erfolgte in Borgofranco d’Ivrea vor dem Centro Sportivo 3B. Nach einer kleinen Runde, stiegen die Fahrer in die Mannschaftsbusse und fuhren zum offiziellen Start in Le Châble.
Der offizielle Start erfolgte am Fuße des Croix de Coeur (2174 m). Der 15,4 Kilometer lange Anstieg wies eine durchschnittliche Steigung von 8,8 % auf und führte über Verbier (1491 m) wo nach neun Kilometern der einzige Zwischensprint ausgefahren wurde. Speziell im oberen Teil nahmen die Steigungsprozente des Croix de Coeur deutlich zu und fielen auf den letzten vier Kilometern im Schnitt nicht unter 10 %. Die Kuppe des Anstiegs der 1. Kategorie wurde 59,1 Kilometer vor dem Ziel überquert, ehe eine technisch anspruchsvolle Abfahrt ins Rhonetal führt. Bei Riddes folgte ein rund 20 Kilometer langes Flachstück, auf dem die Fahrer über Sion in Richtung Osten fuhren.
Der Schlussanstieg nach Crans-Montana begann bei Grône nach der Überquerung der Rhone. Die ersten siebeneinhalb Kilometer führten auf der Route de Granges, Route de Lens und Route de Flanthey nach Lens und wiesen eine durchschnittliche Steigung von 7,7 % auf. In Lens flacht die Straße kurzzeitig ab, ehe auf der Route de Crans erneut Steigungsprozente jenseits der 7%-Marke erreicht wurden. Zwei Kilometer vor dem Ziel bogen die Fahrer rechts ab und gelangten auf die Route de Golf, die einen Kilometer vor dem Ziel abflachte und zum Ziel auf der Route Touristique neben dem Etang Long führte. Insgesamt wies die 13,1 Kilometer lange Auffahrt nach Crans-Montana eine durchschnittliche Steigung von 7,2 % auf. Im Ziel wurde auf einer Höhe von 1456 Metern eine Bergwertung der 1. Kategorie abgenommen.
|                            | Ort                 | Kilometer | Länge (km) | Höhe (m) | Ø Steigung | max. Steigung |
| -------------------------- | ------------------- | --------- | ---------- | -------- | ---------- | ------------- |
| neutralisierter Start      | Borgofranco d’Ivrea |           |            |          |            |               |
| offizieller Start          | Le Châble           | 0         |            |          |            |               |
| Zwischensprint             | Verbier             | 9         |            |          |            |               |
| Bergwertung (1. Kategorie) | Croix de Coeur      | 15,5      | 15,4       | 2174     | 8,8 %      | 13 %          |
| Bergwertung (1. Kategorie) | Crans-Montana       | 74,6      | 13,1       | 1456     | 7,2 %      | 13 %          |
| Ziel                       | Crans-Montana       | 74,6      |            |          |            |               |

## Rennverlauf
Im Vorfeld der Etappe wurde bekanntgegeben, dass auch die Auffahrt zum Grossen-St.-Bernhard-Tunnel aus dem Programm genommen wurde. Die Fahrer absolvierten eine kleine Schleife im Startort Borgofranco d’Ivrea, ehe sie mit den Mannschaftsbussen nach Le Châble fuhren, wo das Rennen am Fuße des Croix de Coeur freigegeben wurde. Mit Mads Pedersen (Trek-Segafredo) ging der Gesamtzweite der Punktewertung nicht an den Start der Etappe.
Nachdem offiziellen Start versuchten sich mehrere Fahrer im Anstieg vom Hauptfeld zu lösen. Unter anderen griffen auch Hugh Carthy, Ben Healy (beide EF Education-EasyPost), Jay Vine (UAE Team Emirates) und Davide Bais (Eolo-Kometa Cycling Team), der Führende der Bergwertung, an. Beim Zwischensprint in Verbier sicherten sich Einer Rubio (Movistar Team), Derek Gee und Matthew Riccitello (beide Israel-Premier Tech) die Zeitbonifikationen, ehe sich eine Gruppe von vier Fahrern löste, die über die Kuppe des Croix de Coeur führte. In dieser waren Thibaut Pinot (Groupama-FDJ), Einer Rubio, Derek Gee und Jefferson Cepeda (EF Education-EasyPost) vertreten, ehe auch Valentin Paret-Peintre (AG2R Citroën Team) in der Abfahrt zur Spitze des Rennens aufschloss. In der Abfahrt bauten die Ausreißer ihren Vorsprung auf über drei Minuten aus, bevor sie die Schlusssteigung nach Crans-Montana in Angriff nahmen.
Im Anstieg griff Thibaut Pinot als erster Fahrer rund 12 Kilometer vor dem Ziel an, wodurch sein Landsmann Valentin Paret-Peintre zurückfiel. Wenig später verlor auch Derek Gee den Anschluss zu seinen Fluchtgefährten, die auf den verbleibenden neun Kilometern zahlreiche Attacken lancierten. Es konnte sich jedoch keiner der drei entscheidend absetzen und so erreichten sie gemeinsam die letzten Meter. Im Sprint setzte sich Einer Rubio vor Thibaut Pinot durch, ehe Jefferson Alexander Cepeda das Ziel als Dritter erreichte. Im Hauptfeld kam es kaum zu Angriffen. Einzig Lorenzo Fortunato (Eolo-Kometa) und Hugh Carthy griffen im Schlussanstieg an, wobei letzterer das Ziel sechs Sekunden vor den anderen Gesamtklassement-Fahrern erreichte.
In der Gesamtwertung kam es zu keinen großen Veränderungen. Thibaut Pinot rückte auf den zehnten Platz vor, während sich die Zeitabstände zwischen den ersten Fahrern nicht veränderten. In der Bergwertung übernahm Thibaut Pinot das Blaue Trikot von Davide Bais, nachdem er den Croix de Coeur als Erster und den Zielstrich in Crans-Montana als zweiter erreicht hatte. Sein Vorsprung auf den Italiener betrug jedoch lediglich zehn Punkte. In der Punktewertung wies Jonathan Milan (Bahrain Victorious) nach dem Ausscheiden von Mads Pedersen nun einen Vorsprung von 76 Punkten auf seinen ersten Verfolger auf. João Almeida führte weiterhin die Nachwuchswertung an, während das Team Jumbo-Visma an der ersten Stelle des Mannschaftsklassements lag.

## Ergebnis
| \| Etappenergebnis \| Etappenergebnis \| Etappenergebnis \| Etappenergebnis \| Etappenergebnis \| \| Fahrer \| Fahrer \| Land \| Team \| Zeit \| \| --------------- \| ---------------------- \| ---------------------- \| --------------------- \| --------------- \| \| 1. \| Einer Rubio \| Kolumbien \| Movistar Team \| 2 h 16 min 23 s \| \| 2. \| Thibaut Pinot \| Frankreich \| Groupama-FDJ \| + 6 s \| \| 3. \| Alexander Cepeda \| Ecuador \| EF Education-EasyPost \| + 12 s \| \| 4. \| Derek Gee \| Kanada \| Israel-Premier Tech \| + 1 min 01 s \| \| 5. \| Valentin Paret-Peintre \| Frankreich \| AG2R Citroën Team \| + 1 min 29 s \| \| 6. \| Hugh Carthy \| Vereinigtes Königreich \| EF Education-EasyPost \| + 1 min 29 s \| \| 7. \| João Almeida \| Portugal \| UAE Team Emirates \| + 1 min 35 s \| \| 8. \| Eddie Dunbar \| Irland \| Team Jayco AlUla \| + 1 min 35 s \| \| 9. \| Geraint Thomas \| Vereinigtes Königreich \| Ineos Grenadiers \| + 1 min 35 s \| \| 10. \| Primož Roglič \| Slowenien \| Jumbo-Visma \| + 1 min 35 s \| |                        |                        |                       |                 |
| |                        |                        |                       |                 |
| Quelle: ProCyclingStats |                        |                        |                       |                 |
| Etappenergebnis |                        |                        |                       |                 |
| Fahrer | Fahrer                 | Land                   | Team                  | Zeit            |
| 1. | Einer Rubio            | Kolumbien              | Movistar Team         | 2 h 16 min 23 s |
| 2. | Thibaut Pinot          | Frankreich             | Groupama-FDJ          | + 6 s           |
| 3. | Alexander Cepeda       | Ecuador                | EF Education-EasyPost | + 12 s          |
| 4. | Derek Gee              | Kanada                 | Israel-Premier Tech   | + 1 min 01 s    |
| 5. | Valentin Paret-Peintre | Frankreich             | AG2R Citroën Team     | + 1 min 29 s    |
| 6. | Hugh Carthy            | Vereinigtes Königreich | EF Education-EasyPost | + 1 min 29 s    |
| 7. | João Almeida           | Portugal               | UAE Team Emirates     | + 1 min 35 s    |
| 8. | Eddie Dunbar           | Irland                 | Team Jayco AlUla      | + 1 min 35 s    |
| 9. | Geraint Thomas         | Vereinigtes Königreich | Ineos Grenadiers      | + 1 min 35 s    |
| 10. | Primož Roglič          | Slowenien              | Jumbo-Visma           | + 1 min 35 s    |

## Gesamtstände
| \| Gesamtwertung \| Gesamtwertung \| Gesamtwertung \| Gesamtwertung \| Gesamtwertung \| \| Fahrer \| Fahrer \| Land \| Team \| Zeit \| \| ------------- \| ------------------ \| ---------------------- \| ------------------ \| ---------------- \| \| 1. \| Geraint Thomas \| Vereinigtes Königreich \| Ineos Grenadiers \| 51 h 20 min 01 s \| \| 2. \| Primož Roglič \| Slowenien \| Jumbo-Visma \| + 2 s \| \| 3. \| João Almeida \| Portugal \| UAE Team Emirates \| + 22 s \| \| 4. \| Andreas Leknessund \| Norwegen \| Team DSM \| + 42 s \| \| 5. \| Damiano Caruso \| Italien \| Bahrain Victorious \| + 1 min 28 s \| \| 6. \| Lennard Kämna \| Deutschland \| Bora-Hansgrohe \| + 1 min 52 s \| \| 7. \| Eddie Dunbar \| Irland \| Team Jayco AlUla \| + 2 min 32 s \| \| 8. \| Thymen Arensman \| Niederlande \| Ineos Grenadiers \| + 2 min 45 s \| \| 9. \| Laurens De Plus \| Belgien \| Ineos Grenadiers \| + 3 min 08 s \| \| 10. \| Thibaut Pinot \| Frankreich \| Groupama-FDJ \| + 3 min 13 s \| |                    |                        |                    |                  |
| |                    |                        |                    |                  |
| Quelle: ProCyclingStats |                    |                        |                    |                  |
| Gesamtwertung |                    |                        |                    |                  |
| Fahrer | Fahrer             | Land                   | Team               | Zeit             |
| 1. | Geraint Thomas     | Vereinigtes Königreich | Ineos Grenadiers   | 51 h 20 min 01 s |
| 2. | Primož Roglič      | Slowenien              | Jumbo-Visma        | + 2 s            |
| 3. | João Almeida       | Portugal               | UAE Team Emirates  | + 22 s           |
| 4. | Andreas Leknessund | Norwegen               | Team DSM           | + 42 s           |
| 5. | Damiano Caruso     | Italien                | Bahrain Victorious | + 1 min 28 s     |
| 6. | Lennard Kämna      | Deutschland            | Bora-Hansgrohe     | + 1 min 52 s     |
| 7. | Eddie Dunbar       | Irland                 | Team Jayco AlUla   | + 2 min 32 s     |
| 8. | Thymen Arensman    | Niederlande            | Ineos Grenadiers   | + 2 min 45 s     |
| 9. | Laurens De Plus    | Belgien                | Ineos Grenadiers   | + 3 min 08 s     |
| 10. | Thibaut Pinot      | Frankreich             | Groupama-FDJ       | + 3 min 13 s     |

| Punktewertung | Punktewertung        | Punktewertung          | Punktewertung         | Punktewertung |
| Fahrer        | Fahrer               | Land                   | Team                  | Punkte        |
| ------------- | -------------------- | ---------------------- | --------------------- | ------------- |
| 1.            | Jonathan Milan       | Italien                | Bahrain Victorious    | 164 P.        |
| 2.            | Pascal Ackermann     | Deutschland            | UAE Team Emirates     | 88 P.         |
| 3.            | Derek Gee            | Kanada                 | Israel-Premier Tech   | 71 P.         |
| 4.            | Michael Matthews     | Australien             | Team Jayco AlUla      | 68 P.         |
| 5.            | Magnus Cort Nielsen  | Dänemark               | EF Education-EasyPost | 56 P.         |
| 6.            | Toms Skujiņš         | Lettland               | Trek-Segafredo        | 51 P.         |
| 7.            | Mark Cavendish       | Vereinigtes Königreich | Astana Qazaqstan Team | 51 P.         |
| 8.            | Vincenzo Albanese    | Italien                | Eolo-Kometa           | 44 P.         |
| 9.            | Davide Bais          | Italien                | Eolo-Kometa           | 39 P.         |
| 10.           | Alessandro De Marchi | Italien                | Team Jayco AlUla      | 37 P.         |

| Bergwertung | Bergwertung             | Bergwertung | Bergwertung                | Bergwertung |
| Fahrer      | Fahrer                  | Land        | Team                       | Punkte      |
| ----------- | ----------------------- | ----------- | -------------------------- | ----------- |
| 1.          | Thibaut Pinot           | Frankreich  | Groupama-FDJ               | 114 P.      |
| 2.          | Davide Bais             | Italien     | Eolo-Kometa                | 104 P.      |
| 3.          | Einer Rubio             | Kolumbien   | Movistar Team              | 68 P.       |
| 4.          | Karel Vacek             | Tschechien  | Team Corratec-Selle Italia | 36 P.       |
| 5.          | Derek Gee               | Kanada      | Israel-Premier Tech        | 31 P.       |
| 6.          | Toms Skujiņš            | Lettland    | Trek-Segafredo             | 30 P.       |
| 7.          | Amanuel Ghebreigzabhier | Eritrea     | Trek-Segafredo             | 30 P.       |
| 8.          | Alexander Cepeda        | Ecuador     | EF Education-EasyPost      | 25 P.       |
| 9.          | Ben Healy               | Irland      | EF Education-EasyPost      | 24 P.       |
| 10.         | Aurélien Paret-Peintre  | Frankreich  | AG2R Citroën Team          | 22 P.       |

| Nachwuchswertung | Nachwuchswertung       | Nachwuchswertung | Nachwuchswertung         | Nachwuchswertung |
| Fahrer           | Fahrer                 | Land             | Team                     | Zeit             |
| ---------------- | ---------------------- | ---------------- | ------------------------ | ---------------- |
| 1.               | João Almeida           | Portugal         | UAE Team Emirates        | 51 h 20 min 23 s |
| 2.               | Andreas Leknessund     | Norwegen         | Team DSM                 | + 20 s           |
| 3.               | Thymen Arensman        | Niederlande      | Ineos Grenadiers         | + 2 min 23 s     |
| 4.               | Santiago Buitrago      | Kolumbien        | Bahrain Victorious       | + 4 min 50 s     |
| 5.               | Ilan Van Wilder        | Belgien          | Soudal Quick-Step        | + 6 min 02 s     |
| 6.               | Einer Rubio            | Kolumbien        | Movistar Team            | + 9 min 01 s     |
| 7.               | Alexander Cepeda       | Ecuador          | EF Education-EasyPost    | + 11 min 56 s    |
| 8.               | Valentin Paret-Peintre | Frankreich       | AG2R Citroën Team        | + 22 min 47 s    |
| 9.               | Laurens Huys           | Belgien          | Intermarché-Circus-Wanty | + 23 min 46 s    |
| 10.              | Filippo Zana           | Italien          | Team Jayco AlUla         | + 27 min 10 s    |

| Mannschaftswertung | Mannschaftswertung    | Mannschaftswertung           | Mannschaftswertung |
| Team               | Team                  | Land                         | Zeit               |
| ------------------ | --------------------- | ---------------------------- | ------------------ |
| 1.                 | Jumbo-Visma           | Niederlande                  | 153 h 56 min 55 s  |
| 2.                 | Ineos Grenadiers      | Vereinigtes Königreich       | + 4 min 02 s       |
| 3.                 | Bahrain Victorious    | Bahrain                      | + 9 min 15 s       |
| 4.                 | UAE Team Emirates     | Vereinigte Arabische Emirate | + 12 min 08 s      |
| 5.                 | EF Education-EasyPost | Vereinigte Staaten           | + 21 min 27 s      |
| 6.                 | Bora-Hansgrohe        | Deutschland                  | + 23 min 45 s      |
| 7.                 | Israel-Premier Tech   | Israel                       | + 35 min 36 s      |
| 8.                 | Astana Qazaqstan Team | Kasachstan                   | + 40 min 47 s      |
| 9.                 | AG2R Citroën Team     | Frankreich                   | + 51 min 08 s      |
| 10.                | Groupama-FDJ          | Frankreich                   | + 56 min 51 s      |

## Ausgeschiedene Fahrer
- Mads Pedersen (Trek-Segafredo): wegen einer Luftröhrenentzündung nicht gestartet[5]